# Reprezentacja Słowenii w piłce wodnej kobiet
Reprezentacja Słowenii w piłce wodnej kobiet – zespół, biorący udział w imieniu Słowenii w meczach i sportowych imprezach międzynarodowych w piłce wodnej, powoływany przez selekcjonera, w którym mogą występować wyłącznie zawodnicy posiadający obywatelstwo słoweńskie. Za jej funkcjonowanie odpowiedzialny jest Słoweński Związek Pływacki (PZS), który jest członkiem Międzynarodowej Federacji Pływackiej.